# Mateus Amatúnio
Mateus Amatúnio (em armênio: Մատթեոս; romaniz.: Matt’eos) foi um nobre armênio (nacarar) do século VII, membro da família Amatúnio, que esteve ativo durante o reinado do xainxá Cosroes II (r. 590–628). Serviu como bispo. Foi contemporâneo dos católicos Abraão I (r. 607–610/11 ou 615) e Comitas (r. 615–628) e participou no Concílio de Ctesifonte conveniado em 615-616. Foi citado, ao lado de outros bispos, numa carta de Abraão dirigida a Vertanes, o Gramático.